# Helen Chenevix
Helen Chenevix (Blackrock, 13 de noviembre de 1886 - Dublín, 4 de marzo de 1963) fue una sufragista y sindicalista irlandesa. En 1911, trabajó con Louie Bennett para formar la Federación de Sufragio de Mujeres Irlandesas. Más tarde, las dos fundaron el Sindicato de Mujeres Trabajadoras Irlandesas. Chenevix también fue elegida miembro de Dublin Corporation y estuvo al cargo dos veces como alcaldesa interina de Dublín en 1942 y 1950. En 1951, fue Presidenta del Congreso de Sindicatos Irlandeses, y de 1955 a 1957 fue Secretaria del Sindicato de Mujeres Trabajadoras. También participó activamente en la Liga Internacional de Mujeres por la Paz y la Libertad y el Movimiento Pacifista Irlandés.

## Infancia y juventud
Chenevix nació el 13 de noviembre de 1886 en Blackrock, condado de Dublín, y era hija de Charlotte Sophia, de soltera Ormsby, y de Henry Chenevix, obispo de la Iglesia de Irlanda y posiblemente descendiente del químico irlandés Richard Chenevix.
Chenevix asistió al Alexandra College en Milltown en Dublín, donde la también sufragista y compañera Louie Bennett había cursado sus estudios veinte años antes. Posteriormente, continuó sus estudios en Trinity College, donde formó parte del primer grupo de mujeres en graduarse y obtener una licenciatura en 1909. Se interesó y se sumergió en el movimiento sufragista y fue un miembro clave en la Federación de Sufragio de Mujeres Irlandesas. Dirigió muchas marchas y debates sobre el tema de los derechos de la mujer, en colaboración regular con su colega sufragista Bennett, con quien se asoció en la mayoría de las actividades políticas. A partir de 1911, el socialismo y el feminismo fueron movimientos en crecimiento y muchas feministas tenían una visión política socialista. Esto condujo al apoyo popular de las asociaciones de sufragistas durante la década de 1910 y un aumento en el apoyo a Chenevix y la Federación de Sufragio de Mujeres Irlandesas.

## Vida personal
Chenevix era la única hija. Era una familia acomodada Condado de Dublín Sur que no tenía dificultades financieras ya que su padre era el obispo de la Iglesia de Irlanda. Todavía vivía con sus padres en la casa familiar en Dublín cuando fundó la Federación de Sufragio de Mujeres Irlandesas con Bennett.
Chenevix y Bennett eran compañeras inseparables, lo que llevó a especular que la pareja tenía una relación sentimental. Formaban parte de un círculo de lesbianas que vivían en Dublín. Bennett se instaló en la casa de al lado de Chenevix, y también vivieron juntas durante un período en el que Chenevix cuidó de Bennett antes de que ésta muriera por una enfermedad en 1956. En Pax et Libertas, Chenevix escribió que Bennett era "la mujer más amada de Dublín" y que "la paz y la libertad eran aquí ideales gemelos".
Chenevix murió el 4 de marzo de 1963.

## Carrera profesional

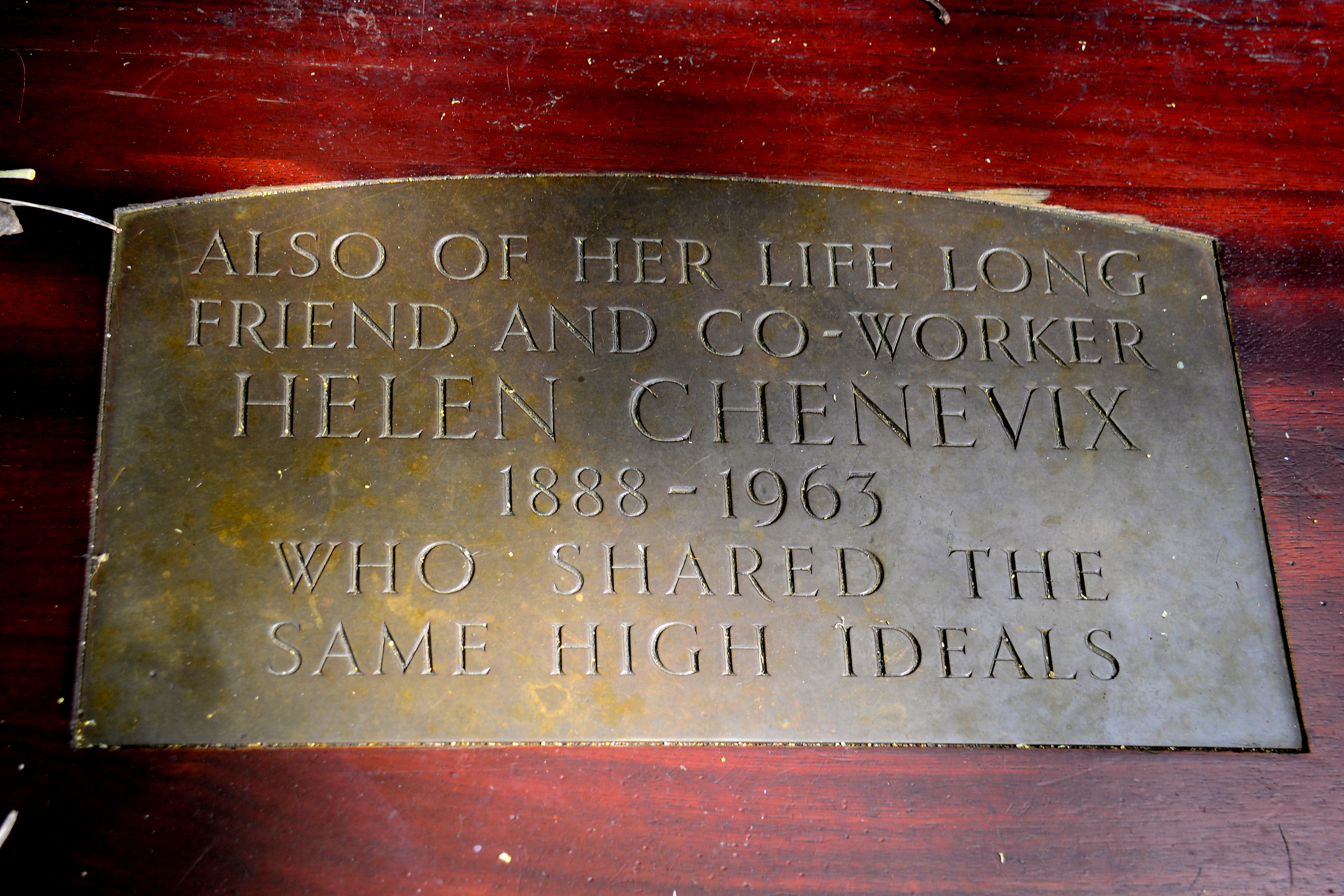
Asiento de Louie Bennett y Helen Chenevix, St Stephen's Green, Dublín

Chenevix era una activista por los derechos de la mujer. En 1911 cofundó la Federación de Sufragio de Mujeres Irlandesas que apoyó la fundación de la Liga de Reforma de Mujeres Irlandesas de Dublín y la Sociedad de Sufragio de Mujeres de Belfast. Pensaba que la edad para dejar la escuela debería elevarse a los 16 años e hizo campaña para que esto cambiara en la década de 1920. Ella entendió las luchas que tenían las familias más pobres y exigió una compensación financiera para ellos.
Cofundó el Sindicato de Trabajadoras de Mujeres Irlandesas en 1916 y en 1918 fue reconocido como sindicato, con más de cinco mil miembros. Su objetivo era apoyar a las mujeres que trabajaban en malas condiciones laborales. Negociaron con los empleadores mejores salarios y horas de trabajo.
En 1945, Chenevix, Bennett y otras miembros del Sindicato de Trabajadoras de Mujeres Irlandesas iniciaron una huelga por las malas condiciones laborales que las empleadas tenían que soportar mientras trabajaban en las lavanderías. Esta huelga exitosa duró 3 meses en total y consiguieron que toda la nación recibiera dos semanas de vacaciones anuales pagadas. Chenevix y Bennett fueron muy elogiadas por ser "mujeres fuertes y poderosas" por gestionar y mantener la huelga.
En 1949, Chenevix fue vicepresidenta del Congreso de Sindicatos Irlandeses y en 1951 fue nombrada presidenta.
Chenevix también fue elegida miembro de Dublin Corporation y desempeñó dos veces el cargo de alcaldesa interino de Dublín (en 1942 y 1950). También participó activamente en la Liga Internacional de Mujeres por la Paz y la Libertad y el Movimiento Pacifista Irlandés.
Tras la jubilación de Bennett en 1955, Chenevix obtuvo su puesto de secretaria general del Sindicato de Trabajadoras Irlandesas.
Después de retirarse del Sindicato de Mujeres Trabajadoras Irlandesas en 1957, Chenevix se concentró en trabajar por la paz y el desarme nuclear.

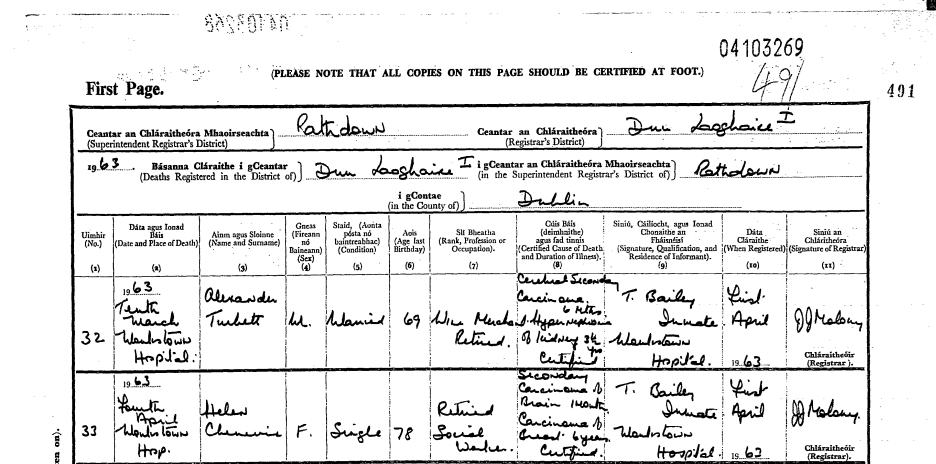
Certificado de defunción de Helen Chenevix

Un acontecimiento memorable en la etapa final de la vida de Chenevix fue su intervención en una conferencia del Congreso Sindical Irlandés y del Congreso Irlandés de Sindicatos. Se produjo una acalorada discusión entre los delegados en la que se sugería que la idea de la paz mundial era un ideal "comunista". Cuando Chenevix, una "figura frágil, amable y de pelo gris", se acercó al estrado, la conferencia se alborotó. Mientras hablaba con calma y de forma convincente sobre la necesidad de la paz, el desorden comenzó a amainar. Una vez que terminó, la sala estalló en una tormenta de aplausos atronadores. Su resolución, que hasta entonces había sido considerada "comunista", fue finalmente reconocida y aprobada por unanimidad.
Chenvix trabajó incansablemente a lo largo de su vida para luchar por los derechos de las mujeres, mejorar las condiciones laborales de las mujeres irlandesas y por el derecho a vivir en un mundo pacífico sin guerras ni interrupciones. Como trabajó hasta su muerte, fue nombrada miembro de la Comisión de Accidentes de Trabajo apenas tres días antes de su duelo.
Murió de cáncer cerebral el 4 de marzo de 1963 en el Walkinstown Hospital, y fue enterrada en el cementerio de Deansgrange el 7 de marzo. Su funeral se llevó a cabo en la iglesia parroquial de Monkstown y estuvo a cargo del reverendo RWM Wynne. Entre los que asistieron al funeral se encontraban miembros del Dáil Ëireann y el Senado, representantes del movimiento sindical y muchos de los amigos personales de Chenevix.

## Legado

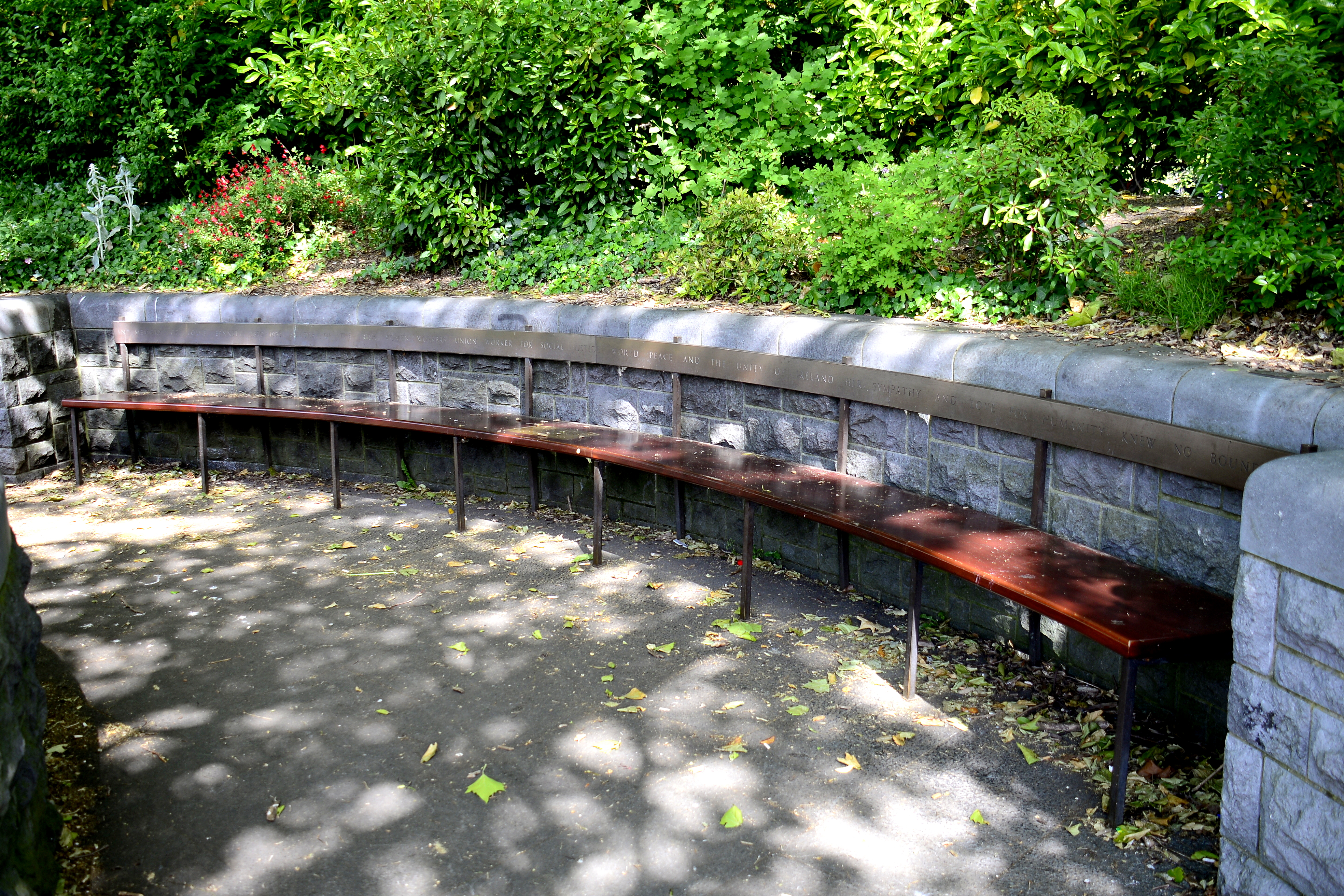
Asiento de Louie Bennett y Helen Chenevix, St Stephen's Green Park, Dublín

Se ha colocado un banco en el parque St Stephens Green en honor a Chenevix y Bennett por su arduo trabajo en la lucha por los derechos de las mujeres. El banco dice: "También de su amiga y compañera de trabajo de toda la vida, Helen Chenevix, 1888 - 1963, que compartía los mismos altos ideales ". Las dos mujeres fueron descritas como "Dos de las mujeres irlandesas más notables de este siglo" después de la muerte de Chenevix. Un memorial en el periódico The Irish Times dijo que Chenevix "será extrañada no solo por el trabajo que hizo, sino por las nobles cualidades que poseía. Sus amigos tendrán un profundo e irreparable sentimiento de pérdida".
Ingenious Ireland organizó un recorrido a pie en el Día Internacional de la Mujer de 2015 para celebrar las vidas de Chenevix, Bennett, Helena Molony y Kathleen Clarke y honrar su trabajo en nombre de las lavanderías. La gira se tituló Obstreporous Lassies  y se centró en el trabajo del Sindicato de Mujeres Trabajadoras Irlandesas.